# Elsbruchgraben
Der Elsbruchgraben ist ein Meliorationsgraben und orographisch rechter Zufluss des Berliner Grabens im Landkreis Potsdam-Mittelmark in Brandenburg.

## Verlauf
Der Graben entwässert landwirtschaftlich genutzte Flächen, die südlich des Ludwigsfelder Ortsteils Ahrensdorf unmittelbar an der Bundesautobahn 10 liegen, die dort in West-Ost-Richtung verläuft. Der Graben folgt dabei der Grenze zwischen den östlich gelegenen, landwirtschaftlichen Flächen und dem Waldgebiet Siethener Elsbruch, das an der Westseite anliegt. Auf der Höhe des Dorfzentrums von Ahrensdorf schwenkt er in westliche Richtung und durchquert dabei auf einer Länge von rund 850 m das Waldgebiet. Er tritt an dessen westlicher Grenze wieder aus und entwässert nach wenigen Metern südlich des Jahnsberges in den Berliner Graben.